# Baldrick
Baldrick is de naam van meerdere personages uit de Britse televisieserie Blackadder van Rowan Atkinson. Alle personages worden gespeeld door de acteur Tony Robinson (hoewel in de proefepisode werd hij gespeeld door Philip Fox).

## Achtergrond
Net als de verschillende Blackadders, zijn de verschillende Baldricks allemaal nakomelingen van elkaar.
Elke versie van Baldrick is het hulpje en de aangever van de Blackadder uit hetzelfde tijdperk. Hij heeft (met uitzondering van zijn eerste versie) een IQ dat niet ver van 0 verwijderd is en dat leidt vaak tot grappige situaties. Zijn belangrijkste quote is: "I have a cunning plan" ("ik heb een slim plan"), een plan dat vervolgens garant staat voor gevaarlijke of hilarische situaties.

## Versies

### Romeinse tijd
De eerste Baldrick uit de Baldrick-familielijn is legionair Baldricus. Hij leefde in de Romeinse tijd. Deze Baldrick wordt gezien in de special “Black Adder Back & Forth”.

### Middeleeuwen
De Baldrick uit de eerste reeks - “The Black Adder” - is de enige van de Baldricks die nog enigszins intelligent is. Zijn “slimme plannen” blijken, in tegenstelling tot de slimme plannen van zijn nakomelingen, wel vaak te werken.
Deze Baldrick is de zoon van Robin de Mestverzamelaar. Hij is behalve een handlanger ook een goede vriend van Prins Edmund, alias The Black Adder. Hij ontmoette hem voor het eerst kort voor de Slag bij Bosworth. Baldrick is erg trots op zijn baan als mestverzamelaar, en heeft hard gewerkt om deze te krijgen.
Het was deze Baldrick die Prins Edmunds bijnaam, The Black Adder, bedacht.
In de laatste aflevering vergiftigen Baldrick en Lord Percy de wijn om zo de Black Seal te stoppen, maar vergiftigen zo per ongeluk de hele koninklijke familie inclusief Edmund.

### Tudor-tijdperk
De versie van Baldrick in de tweede reeks is een horige en de knecht van Lord Blackadder. In tegenstelling tot hun voorouders kunnen deze Baldrick en Blackadder niet met elkaar overweg. Blackadder beledigt en mishandelt Baldrick vaak en heeft ooit geprobeerd hem te vermoorden. Baldrick moet van Blackadder in de dakgoot van diens huis slapen.
Deze Baldrick is al lang niet zo slim meer als zijn voorouder, maar nog niet zo dom als zijn nakomelingen. Zijn plannen zijn vaak bizar, maar werken soms wel.

### Britse Burgeroorlog
Deze Baldrick komt voor in de special “Blackadder: The Cavalier Years". Hij is de knecht van Sir Edmund Blackadder. Samen smeden ze een plan om het leven van Karel I van Engeland te redden. Deze Baldrick is de zoon van een varkensboer en een dame met een baard.

### Regency-tijdperk
De Baldrick in de derde reeks is de knecht van Mr. E. Blackadder Esq., de butler van Prins George. Hij woont in de bovenste rioolpijp van het paleis. Hoewel deze Baldrick op de sociale ladder het dichtst in de buurt van de Blackadder uit hetzelfde tijdperk staat, wordt hij nog altijd door Blackadder mishandeld. Desondanks is hij erg trouw aan Blackadder.
Deze Baldrick is mogelijk de stomste van allemaal. Tevens houdt hij er smerige gewoonten op na. Zo eet hij geregeld mest. Hij heeft volgens Blackadder nooit zijn broek verwisseld, en Blackadder dringt er ook sterk bij hem op aan dat hij dit nooit doet, daar Baldricks broek inmiddels gelijk zou staan aan de Doos van Pandora.
Ondanks zijn stommiteiten slaagt Baldrick er uiteindelijk in om tijdelijk tot Lord te worden benoemd. Daarmee is hij de eerste Baldrick die tijdelijk hoger in aanzien komt te staan dan Blackadder.

### 19e eeuw
Deze versie van Baldrick wordt gezien in de special “Blackadder’s Christmas Carol”, waarin hij werkt in de winkel van Ebenezer Blackadder. Hij is nog steeds niet erg intelligent, maar wordt door Blackadder wel beter behandeld dan zijn voorouders. Hij is tevens de enige persoon ooit die “kerstmis” schreef zonder ook maar 1 goede letter. Hij schreef het als “Kwelfnuve”.

### Eerste Wereldoorlog
De Baldrick in de vierde reeks dient als soldaat aan het front tijdens de Eerste Wereldoorlog. Hij staat onder bevel van Kapitein Blackadder en Luitenant George. Zijn grote idool is Lord Flashheart.
Baldrick probeert net als Blackadder koste wat het kost te voorkomen dat hij de loopgraven moet verlaten om de vijand aan te vallen. Zijn plannen grenzen echter aan stompzinnigheid en slagen nooit. Hij houdt zich tevens bezig met het schrijven van gedichten, iets wat de anderen in zijn omgeving niet altijd waarderen. Tevens is hij kok.
Noemenswaardig is dat deze Baldrick als enige in zijn familie ooit in opstand durft te komen tegen de brute wijze waarop Blackadder hem behandelt. Tevens heeft Baldrick communistische neigingen daar hij openlijk zijn steun betuigt aan de Russische Revolutie.
In de laatste aflevering van de reeks wordt Baldrick de loopgraven uitgestuurd. Of hij dit overleeft is niet bekend.

### Heden
De hedendaagse Baldrick wordt gezien in de special “Blackadder: Back & Forth”. Hij is bij aanvang van de special de septic tank-reiniger van Lord Blackadder. Door zijn toedoen blijkt de tijdmachine die Blackadder maakt als onderdeel van een practical joke opeens echt te werken. Samen maken ze een reis door de tijd. Tijdens deze reis is Baldrick verantwoordelijk voor het uitsterven van de dinosauriërs dankzij zijn enorm stinkende onderbroek.
Uiteindelijk veranderen Blackadder en Baldrick de tijdlijn zo dat Blackadder koning wordt van Engeland, en Baldrick zijn eerste minister.

### Verre toekomst
In de special “Blackadder’s Christmas Carol” krijgt Ebenezer Blackadder twee toekomstbeelden te zien die zich afspelen in een niet nader genoemd tijdperk, waarin de nakomelingen van Blackadder en Baldrick leven in een galactisch keizerrijk. Indien Blackadder net zo slecht wordt als zijn voorouders, zal deze versie van Baldrick de halfnaakte slaaf worden van Grootadmiraal Blackadder van het Duister Segment. Indien Blackadder zich zo goed blijft gedragen als hij nu doet, wordt deze versie van Baldrick zelf de grootadmiraal met Blackadder als zijn slaaf. Als grootadmiraal is Baldrick echter zeer incompetent. Zo slaagt hij erin zijn eigen troepen te vernietigen, en vergeet hij het geschenk voor de koningin.
Omdat Ebenezer Blackadder na het zien van beide visioenen besluit slecht te worden, kan aan worden genomen dat de Baldrick uit het eerste toekomstbeeld de definitieve versie van deze Baldrick wordt.
Media: Afleveringen · The Black Adder · Blackadder II · Blackadder the Third · Blackadder Goes Forth · speciale afleveringen

Personages: Blackadder · Baldrick · overig